# 腊尔山镇
腊尔山镇，是中华人民共和国湖南省湘西土家族苗族自治州凤凰县下辖的一个乡镇级行政单位。

## 行政区划
腊尔山镇下辖以下地区：
夺西社区、夺西村、骆驼山村、岩坎村、的贺村、叭苟村、科绒村、山都村、拉忍村、务能村、苏马河村、大塘村、板拉村、大教村、流滚村、忍务村、追高来村、所德村、追高鲁村和夯卡村。